# Erato Records
Erato es una compañía discográfica francesa con sede en París, especializada en música clásica. Fue fundada en 1953 por Philippe Loury.

## Historia
La compañía fue creada en enero de 1953 por Philippe Loury, de Editions Costallat, que era el nieto político (marido de la nieta) de Georges Costallat. El nombre del sello hace referencia a Erató, que era la musa griega de la poesía lírica, aunque la inicial elegida para el logo es una sigma "Σ" y no una "E".
Inicialmente se centraba en las grabaciones de compositores y artistas franceses, y en la música renacentista y barroca. El catálogo se inició con la grabación dirigida por Louis Martini en 1953 del Te Deum de Marc-Antoine Charpentier, que era una obra totalmente desconocida en aquel momento. Un año más tarde se lanzó el Magnificat de Charpentier. Loury contrató a Michel Garcin, un joven estudiante, para realizar otras grabaciones de obras desconocidas para el gran público. Garcin le propuso en junio de 1953 a su amigo del conservatorio, Jean-François Paillard, grabar obras francesas del siglo XVIII con el pequeño conjunto que acababa de formar. Louis Martini, junto con Jean-François Paillard, Philippe Caillard, Louis Frémaux, Kurt Redel y Karl Ristenpart, dirigió un extenso e innovador programa de música barroca.
El sello grabó y editó en tres ocasiones las piezas para órgano de Johann Sebastian Bach, interpretadas por la célebre organista francesa Marie-Claire Alain. El pianista húngaro György Sebök grabó repertorio solista y de conjunto del siglo XIX. El intercambio mutuo con la Sociedad Haydn finalizó en 1955, tras lo cual las grabaciones de la compañía francesa se licenciaron a Westminster, Epic, Decca y algunos otros sellos estadounidenses. A partir de 1963 la Musical Heritage Society editó prácticamente todo el catálogo en Estados Unidos. Hubo algún intercambio limitado con Hungaroton, Argo, Supraphon e Hispavox. En Alemania, las grabaciones de Erato se publicaron en Christophorus a partir de 1962 y, a partir de 1966, en los sellos Columbia y Electrola de EMI.
Desde finales de 1958 empezó a publicar discos en estéreo. Produjo una serie especial en colaboración con la revista Jardin des arts, y en 1965 una serie temática barroca, Châteaux et Cathédrales. Michel Corboz, Claudio Scimone y Marcel Couraud se incorporaron a la lista de directores, mientras que Theodor Guschlbauer se ocupaba de la música del periodo clásico; Corboz dirigió una extensa serie Monteverdi. A finales de la década de 1960 el sello publicó grabaciones de música francesa contemporánea, dirigidas por Marius Constant y otros, en cooperación con la radio francesa. El repertorio orquestal estándar se asignó a Charles Dutoit, Jean Martinon y Alain Lombard, mientras que John Eliot Gardiner se encargó de dirigir la música barroca y Joel Cohen de la música medieval. El flautista Jean-Pierre Rampal, que grabó por primera vez para esta compañía en 1955, fue uno de los principales solistas de 1966 a 1980, y Maurice André realizó numerosas grabaciones en solitario con la trompeta. Hacia 1970 recurrió también al catálogo Muza para las obras completas de Chopin y al catálogo Claudius para las cantatas de Bach dirigidas por Helmuth Rilling. En enero de 1973 se asoció con RCA, que más tarde adquirió una considerable participación financiera en la empresa y asumió la distribución mundial de Erato. En 1988 lanzó las grabaciones de las sonatas para teclado de Domenico Scarlatti, interpretadas por el clavecinista Scott Ross en un conjunto de 34 discos compactos. A finales de 1989 Warner Records adquirió Erato.
En 1999 se lanzó el sello subsidiario Detour Records. Desapareció en 2001, pero la etiqueta se ha reutilizado desde 2013 tras la fusión de Warner y EMI.